# Sénat Momper
Ville-Land de Berlin-Ouest
Diepgen II Diepgen III
Le sénat Momper (en allemand : Senat Momper) est le gouvernement de la ville-Land de Berlin entre le 16 mars 1989 et le 24 janvier 1991, sous la 11e législature de la Chambre des députés.

## Coalition et historique
Dirigé par le nouveau bourgmestre-gouverneur social-démocrate Walter Momper, ce sénat est constitué et soutenu par une « coalition rouge-verte » entre le Parti social-démocrate d'Allemagne (SPD) et la Liste alternative pour la démocratie et la protection de l'environnement (AL). Ensemble, ils disposent de 72 députés sur 138, soit 52,2 % des sièges de la Chambre des députés.
Il est formé à la suite des élections régionales du 29 janvier 1989.
Il succède au deuxième gouvernement du chrétien-démocrate Eberhard Diepgen, constitué et soutenu par une « coalition noire-jaune » entre l'Union chrétienne-démocrate d'Allemagne (CDU) et le Parti libéral-démocrate (FDP).

### Formation
Au cours de ce scrutin, le FDP disparaît du Parlement berlinois – faute d'avoir atteint le seuil de représentativité de 5 % des voix – tandis que la CDU fait jeu égal avec le SPD. Ce dernier s'associe alors avec l'AL et constitue une majorité alternative à celle au pouvoir depuis huit ans.
À partir du 3 octobre 1990, le sénat Momper assure la « co-gestion » de la ville de Berlin réunifiée, aux côtés de l'exécutif municipal existant à Berlin-Est avant la réunification allemande. La chute du Mur de Berlin amène d'ailleurs le gouvernement municipal à décider la tenue d'élections anticipées le même jour que les élections fédérales de toute l'Allemagne, le 2 décembre 1990.

### Succession
La coalition est rompue deux semaines avant, le 15 novembre, à la suite des expulsions des squats de la Mainzer Straße, les occupants ayant le soutien des écologistes.
Le jour des élections, la CDU vire nettement en tête, devançant le SPD de dix points. Toutefois, le score du FDP laisse la coalition noire-jaune à deux sièges de la majorité absolue. De même, une réédition de la coalition rouge-verte est impossible, les partis qui la composent étant minoritaires. Seule une éventuelle « coalition rouge-rouge-verte » disposerait d'une majorité, mais elle impliquerait de faire travailler ensemble le mouvement citoyen Alliance 90 (Bü90) et les ex-communistes du Parti du socialisme démocratique (PDS).
En conséquence, chrétiens-démocrates et sociaux-démocrates décident de constituer une « grande coalition », ce qui permet à Eberhard Diepgen de revenir au pouvoir en nommant son troisième cabinet.

## Composition

### Initiale (16 mars 1989)
| Poste                                                                           | Titulaire | Titulaire               | Parti |
| ------------------------------------------------------------------------------- | --------- | ----------------------- | ----- |
| Bourgmestre-gouverneur                                                          |           | Walter Momper           | SPD   |
| Bourgmestre Sénatrice à la Santé et aux Affaires sociales                       |           | Ingrid Stahmer          | SPD   |
| Sénatrice à la Justice                                                          |           | Jutta Limbach           | SPD   |
| Sénatrice aux Questions scolaires, à la Formation professionnelle et aux Sports |           | Sybille Volkholz        | Sans  |
| Sénatrice à la Science et à la Recherche                                        |           | Barbara Riedmüller-Seel | SPD   |
| Sénateur au Travail, aux Transports et aux Entreprises                          |           | Horst Wagner            | SPD   |
| Sénateur aux Finances                                                           |           | Norbert Meisner         | SPD   |
| Sénateur aux Travaux publics et au Logement                                     |           | Wolfgang Nagel          | SPD   |
| Sénateur à l'Économie                                                           |           | Peter Mitzscherling     | SPD   |
| Sénateur à l'Intérieur                                                          |           | Erich Pätzold           | SPD   |
| Sénatrice au Développement urbain et à la Protection de l'environnement         |           | Michaele Schreyer       | AL    |
| Sénatrice aux Affaires fédérales                                                |           | Heide Pfarr             | SPD   |
| Sénatrice aux Affaires culturelles                                              |           | Anke Martiny            | SPD   |
| Sénatrice aux Femmes, à la Jeunesse et à la Famille                             |           | Anne Klein              | Sans  |

### Remaniement du 19 novembre 1990
- Les nouveaux sénateurs sont indiqués en gras, ceux ayant changé d'attributions en italique.

| Poste | Ministre | Ministre                | Parti |
| --- | -------- | ----------------------- | ----- |
| Bourgmestre-gouverneur |          | Walter Momper           | SPD   |
| Bourgmestre Sénatrice à la Santé et aux Affaires sociales Sénatrice aux Femmes, à la Jeunesse et à la Famille (intérim)    |          | Ingrid Stahmer          | SPD   |
| Sénatrice à la Justice |          | Jutta Limbach           | SPD   |
| Sénatrice à la Science et à la Recherche                                                                                   |          | Barbara Riedmüller-Seel | SPD   |
| Sénateur au Travail, aux Transports et aux Entreprises                                                                     |          | Horst Wagner            | SPD   |
| Sénateur aux Finances Sénateur au Développement urbain et à la Protection de l'environnement (intérim)                     |          | Norbert Meisner         | SPD   |
| Sénateur aux Travaux publics et au Logement                                                                                |          | Wolfgang Nagel          | SPD   |
| Sénateur à l'Économie |          | Peter Mitzscherling     | SPD   |
| Sénateur à l'Intérieur |          | Erich Pätzold           | SPD   |
| Sénatrice aux Affaires fédérales Sénatrice aux Questions scolaires, à la Formation professionnelle et aux Sports (intérim) |          | Heide Pfarr             | SPD   |
| Sénatrice aux Affaires culturelles                                                                                         |          | Anke Martiny            | SPD   |